# Édouard Bovet
Pour les articles homonymes, voir Bovet.
Édouard Bovet, dit Édouard Bovet de Chine, né le 14 septembre 1797 à Neuchâtel et mort le 25 octobre 1849 à Fleurier, est un négociant en horlogerie.

## Biographie
En 1814, avec deux de ses frères, il se rend à Londres. En 1818, il est engagé par la maison d'horlogerie anglaise Magniac comme horloger à Canton, en Chine. C'est ainsi qu'à l'âge de vingt et un ans, le 20 avril 1818, il embarque à bord de l'Orwell, de la Compagnie des Indes orientales, navire le plus rapide du moment.
Le 16 août 1818, l'Orwell jette l'ancre à la porte du Tigre après « un voyage assez pénible et le plus court qui ait jamais été fait ». Édouard note dans son journal de bord : « On ne peut pas se faire une idée de la quantité de bateaux qui se trouve dessus cette rivière, tout ce peuple vit dessus l'eau, car il n'y a pas assez de place dessus terre ; la rivière est plus large que la Tamise par place. Canton est une vilaine ville [...], tout est vilain et puant... ».

## Les Bovet de Chine
Après quatre années de travail pour Magniac, Édouard Bovet s'est initié au commerce avec les Chinois. Il décide de se mettre à son compte. Le 1er mai 1822, il signe, avec ses frères, Frédéric et Alphonse établis à Londres et Gustave resté à Fleurier, un contrat en nom collectif pour l'exportation de montres depuis Londres.
Édouard Bovet a une idée. Il remarque que non seulement les mandarins, mais l'ensemble des Chinois sont friands de montres. Il veut donc vendre des montres de qualité à des prix abordables au reste de la population qui est souvent délaissée par le marché.
L'affaire des Bovet est florissante. La montre Bovet dope l'économie du Val-de-Travers. En 1840, ce n'est pas moins de cent septante-cinq ateliers d'horlogerie qui travaillent pour Bovet à Fleurier, à Saint-Sulpice et aux Bayards.
Les Bovet adaptent leurs montres au goût chinois. Les montres Bovet ont le mouvement orné de fines gravures et une cuvette en verre pour observer ce mouvement, qui est souvent doré ou carrément en or. Les Chinois aiment les sujets petits et en relief.
À l'époque, en Chine, les montres sont vendues par paire. Ce n'est pas seulement pour satisfaire au goût chinois de la symétrie, mais aussi à cause de l'éloignement des ateliers : si la montre doit être envoyée à la réparation, il arrive qu'il faille attendre son retour pendant deux ans. Mieux vaut donc posséder une montre de rechange.
Les Bovet sont les premiers à inscrire leur nom en chinois sur les cadrans de montre. La marque devient tellement célèbre que le terme « poway », soit « bovet » selon la prononciation chinoise, devient synonyme de montre.

## Politique neuchâteloise
Les Bovet sont également les chefs de file des républicains neuchâtelois.
Le coup d’État manqué au château de Neuchâtel, avec Alphonse Bourquin, en 1831, vaut à Édouard Bovet un décret de prise de corps et un exil de dix-sept ans à Besançon.
Édouard Bovet reviendra à Fleurier en 1848, après l'instauration de la République à la suite de la révolution du 1er mars 1848 à Neuchâtel qui mit fin au règne du roi de Prusse sur la principauté de Neuchâtel.
Édouard Bovet meurt en 1849, un an après son retour au Val-de-Travers.
Fleurier conserve en souvenir d’Édouard Bovet la maison qu'il habitait avec son fils, né d'une Chinoise, à son retour en 1830. Cette maison cossue était appelée « Le Palais chinois ». Il s'agit de l'actuel hôtel de ville.
À partir de la génération suivante, les Bovet abandonnent l'horlogerie à Jules Jéquier et Charles-Ernest Bobillier auxquels s'associe Ami Leuba, et ils se concentrent sur le commerce d'import-export, en particulier du thé et de la soie.

## Sources
- Sylvia Robert, Biographies neuchâteloises, t. 2, Hauterive, Neuchâtel, Éditions Gilles Attinger, 1998, 49 p.
- Éric-André Klauser, « Bovet, Édouard » dans le Dictionnaire historique de la Suisse en ligne, version du 11 février 2005.